# Ендрюс (округ Леві, Флорида)
Ендрюс (англ. Andrews) — переписна місцевість (CDP) в США, в окрузі Леві штату Флорида. Населення — 837 осіб (2020).

## Географія
Ендрюс розташований за координатами 29°32′53″ пн. ш. 82°53′17″ зх. д. / 29.54806° пн. ш. 82.88806° зх. д. (29.548175, -82.887997).  За даними Бюро перепису населення США в 2010 році переписна місцевість мала площу 14,81 км², уся площа — суходіл.

## Демографія
Згідно з переписом 2010 року, у переписній місцевості мешкало 798 осіб у 308 домогосподарствах у складі 221 родини. Густота населення становила 54 особи/км².  Було 361 помешкання (24/км²).
Расовий склад населення:
| - 94,4 % — білих - 0,9 % — чорних або афроамериканців - 0,5 % — азіатів - 0,4 % — корінних американців - 0,1 % — вихідців з тихоокеанських островів - 1,8 % — осіб інших рас |

До двох чи більше рас належало 2,0 %. Частка іспаномовних становила 6,0 % від усіх жителів.
За віковим діапазоном населення розподілялося таким чином: 22,4 % — особи молодші 18 років, 57,0 % — особи у віці 18—64 років, 20,6 % — особи у віці 65 років та старші. Медіана віку мешканця становила 42,8 року. На 100 осіб жіночої статі у переписній місцевості припадало 98,5 чоловіків;  на 100 жінок у віці від 18 років та старших — 96,5 чоловіків також старших 18 років.
Середній дохід на одне домашнє господарство  становив 42 154 долари США (медіана — 34 069), а середній дохід на одну сім'ю — 47 212 долари (медіана — 38 774). За межею бідності перебувало 6,4 % осіб, у тому числі 6,5 % дітей у віці до 18 років та 9,4 % осіб у віці 65 років та старших.
Цивільне працевлаштоване населення становило 458 осіб. Основні галузі зайнятості: освіта, охорона здоров'я та соціальна допомога — 47,2 %, будівництво — 19,9 %, роздрібна торгівля — 15,7 %.